# Kinžal
H-47M2 Kinžal (na ruskom: Х-47M2 Кинжал, "bodež", NATO naziv: Killjoy) je ruska hipersonična aerobalistička raketa zrak-zemlja s nuklearnim mogućnostima. Domet joj je veći od 2000 km, brzina 12 Macha (4,08 km/s) i ima sposobnost izvođenja manevara izbjegavanja u svakoj fazi leta. Može nositi i konvencionalne i nuklearne bojeve glave i može se lansirati iz bombardera Tu-22M3 ili presretača MiG-31K. Raspoređena je u zračnim bazama u ruskom Južnom vojnom okrugu i Zapadnom vojnom okrugu.
Kinžal je ušao u službu u prosincu 2017. i jedno je od šest novih ruskih strateških oružja koje je ruski predsjednik Vladimir Putin predstavio 1. ožujka 2018.

## Dizajn
Ovaj projektil je dizajniran da pogodi ratne brodove NATO-a koji predstavljaju prijetnju strateškim raketnim sustavima u europskom dijelu Rusije i da uništi NATO-ove sustave obrane od projektila, brodove za obranu od balističkih projektila i kopnene objekte u blizini ruskih granica. Navodno je dizajniran da nadvlada sve poznate ili planirane NATO-ove sustave zračne ili raketne obrane uključujući MIM-104 Patriot, Terminal High Altitude Area Defense i Aegis Combat System. Umjesto da koristi novije dizajne hipersoničnih klizećih i nabojomlaznih projektila, koristi se klasičnom tehnologijom balističkih projektila pri jednostavno većim brzinama.
Cjelokupni dizajn projektila dijeli se s 9K720 Iskanderom, a dio za navođenje je modificiran za ovaj projektil. Može pogoditi statične i pokretne ciljeve kao što su nosači zrakoplova.
Budući da leti hipersoničnim brzinama unutar atmosfere, tlak zraka ispred njega tvori oblak plazme dok se kreće, apsorbirajući radiovalove (plazmena nevidljivost, eng. plasma stealth).
Velika brzina Kinžalu daje bolje karakteristike probijanja cilja od lakših, sporijih krstarećih projektila. S naprednim manevarskim sposobnostima, visokom preciznošću i hipersoničnom brzinom, neki izvori daju mu naziv "ubojica nosača" zbog njegove navodne sposobnosti da jednim udarcem onesposobi, a možda čak i potopi supernosač od 100 000 tona. S masom od 2000 kg i brzinom od 12 Macha (uključujući 500 kg bojeve glave i ostalih dijelova projektila), Kinžal ima više od 16,9 GJ kinetičke energije ili ekvivalent od 4000 kg TNT-a.
Ruski mediji tvrde da je domet ovog projektila 2000 km kada ga nosi MiG-31K i 3000 km kada ga nosi Tu-22M3.